# 아트비전
틀:회사 정
주식회사 아트비전(일본어: 株式会社 アーツビジョン, 영어: ARTSVISION Inc.)은 일본의 연예기획사이다. 주로 성우의 매니지먼트를 담당하고 있다.

## 개요
도쿄배우생활협동조합의 매니저였던 마츠다 사쿠미가 1984년 독립하여 설립.
1990년대에 일어난 성우붐의 중심적 존재로 알려졌으며, 한창 주가가 올랐을 때는 유명한 인기 성우가 많이 소속해 있었으며, 젊은 여자 성우들은 아이돌 성우로 활약하는 일이 많았다. 다만 최근에는 1997년 설립한 자회사, 아임 엔터프라이즈와 역할을 분담하여 신인 성우와 계약을 맺는 일은 많지 않다. 또한 양사를 두고, 2003년 스즈키 치히로와 아사노 마스미가 〈아임〉에서 〈아트〉로 이적한 것에 대해 일부 팬들이 "아임(2군)에서 아트(1군)으로 승격했다"고 말하기도 하였으나 반대로 〈아트〉에서 〈아임〉으로 이적(타무라 유카리, 쿠와타니 나츠코)하는 일도 잇달아 일어나 현재로서는 1군과 2군이라는 표현은 애매한 상태이기도 하다.
초창기 소속해 있던 신인 성우는 성우로서의 경험이 적기 때문에(원근감 있는 연기력을 몸에 익히기 위해 경력이 오래된 양성소는 무대 연습을 많이 시킨다), 목소리에 깊이가 없다는 평가를 받았었다.
대형 성우 기획사로 알려져 있지만 일본 나레이션 연기 연구소 출신의 초기 멤버이자 여자 성우를 중심으로 한 인기 성우들이 1990년대 후반부터 대거 이탈하는 사태가 일어나고 있다.

## 불상사
아트비전 창립자인 마츠다 사쿠미가 2007년 4월 4일, 2006년 12월에 오디션을 치른 16세 소녀에게 성우를 시켜준다며 성추행을 한 혐의로 구속되었다(참고로 이 소녀는 불합격자였다). 같은 해 5월 28일 서류 송검 되었으나 불기소 처분을 받았으며 이 사건으로 아임 엔터프라이즈 대표이사, 아트비전 대표이사, 일본 나레이션 연구소 대표이사직을 사임하였다. 마츠다 사쿠미의 퇴직후 프로덕션 바오밥의 창업자이자, 아트로 이적한 마치다 이즈미가 대표 이사로 취임하였다.
사건의 여파로 소속해 있던 인기 여자 성우, 호리에 유이, 타무라 유카리 등이 줄줄이 소속사를 이전하였다.
또한 일본 예능 매니지먼트 사업자 협회에 설립 멤버로서 가맹해 있었으나 위 사건으로 인해 협회와 업계에 불상사를 일으킨 것에 대해 아임과 함께 협회에서 탈퇴하였다. 그러나 현재는 복귀한 것으로 알려져 있다.

## 회사 개요
- 대표이사: 마치다 이즈미
- 본사 소재지: 도쿄도 시부야 구 오오기 1-14-3 마츠다 빌딩 3층
- 관련회사: 일본 나레이션 연기 연구소(전속 양성소). 아임 엔터프라이즈, VIMS, 크레이지 박스, 미오 크리에이션
- 2005년 신고소득 4400만엔

## 소속 성우

### 남자 성우
| 아(あ)행 - 아사쿠라 에이스케 - 아즈마 류이치 - 이이 아츠시 - 이시모리 탓코 - 우메하라 유이치로 - 오오쿠보 토시히로 - 오오니시 타케하루 - 오카 카즈오 - 오카자키 마사히로 - 오다 히사부미 카(か)행 - 카츠타 히사시 - 키타지마 쥰지 - 쿠와바라 케이치 사(さ)행 - 사이젠 타다히사 - 사사다 타카유키 - 사사누마 아키라 - 사토 하루오 - 사와키 이쿠야 - 시가 카츠야 - 시미즈 토시히코 - 스즈키 카츠미 - 스즈키 치히로 | 타(た)행 - 타카기 와타루 - 타카시나 토시츠구 - 타케우치 켄 - 치바 잇신 - 츠치야 토시히데 - 토쿠마루 칸 - 토비타 노부오 - 토베 코지 - 토리우미 코스케 나(な)행 - 나카지마 카즈나리 - 나카무라 신이치 - 나가사코 타카시 - 니시지마 요이치 - 니시무라 토모미치 - 노나카 히데아키 하(は)행 - 하기 미치히코 - 하즈미 쥰 - 하세베 코우이치 - 하라다 마사오 - 히야마 노부유키 - 히로세 유야 - 후쿠시마 쥰 - 후지타 요시노리 - 호시 소이치로 - 호시노 미츠아키 - 호소이 오사무 | 마(ま)행 - 마에노 토모아키 - 마츠다 켄이치로 - 마루야마 에이지 - 마루야마 쥰로 - 미키모토 유우지 - 미즈토리 테츠오 - 미야타 히로노리 - 모치즈키 켄이치 야(や)행 - 야마구치 노보루 - 야마다 요시하루 - 요시다 토모노리 |

### 여자 성우
| 아(あ)행 - 아이다 사야카 - 아사카와 유우 - 아사쿠라 아즈미 - 아마노 유리 - 아리마 미즈카 - 이시즈카 사요리 - 잇시키 마유 - 우에하라 미유키 - 우노네 아키 - 오카다 사치에 - 오카모토 요시코 카(か)행 - 카노 치아키 - 카노 마리 - 키토 사토코 - 코이케 아키코 - 코이케 이즈미 - 코모토 아키코 사(さ)행 - 사카모토 치카 - 사사지마 카오루 - 시이나 헤키루 - 시노하라 아케미 - 시노미야 후코 - 시모다 아사미 - 쇼카 - 신도 코코로 - 쥰구지 야요이 - 스가야 마사코 - 스가와라 사치코 - 스즈키 레이코 | 타(た)행 - 타카하시 카오리 - 타카하시 사요리 - 타카하시 메구루 - 타카모리 요시노 - 타키모토 후지코 - 타치바나 히카리 - 타무라 세이코 - 치지마츠 사치코 - 츠츠미 사츠키 - 데구치 마미 - 테즈카 치하루 - 토우야마 나오 - 토죠 카나코 나(な)행 - 나카무라 에리코 - 나카무라 키네코 - 나카무라 키미코 - 나라하시 미키 - 나리세 마미 - 누마쿠라 마나미 하(は)행 - 하가이 마리 - 하세가와 아키코 - 핫토리 카나코 - 하나사키 키요미 - 하무라 쿄코 - 하야미즈 리사 - 하라 유미 - 한바 토모에 - 코자쿠라 유미 - 후지이 미나미 - 후지타 사키 - 호카무라 아키코 | 마(ま)행 - 마타요시 아이 - 마츠쿠보 이호 - 마츠시타 미유키 - 마루 타마리 - 미우치 마사코 - 미즈오치 유키코 - 미즈코시 유코 - 미즈하시 카오리 - 미야카와 카즈키 - 모리 나츠키 - 모리덴 유키코 야(や)행 - 야마카도 쿠미 - 야마시타 아야카 - 야마모코 미유키 - 유린 - 요시즈미 코즈에 - 와타나베 쿠미코 |

## 예전에 소속돼 있던 성우

### 남자
| - 이와나가 테츠야（현소속：맥믹） - 우에다 유지（현소속：오사와 사무소） - 사사키 노조무（현소속：81 프로듀스） | - 타츠다 나오키（현소속：아오니 프로덕션） - 하시모토 코이치（현소속：시부이 테크） - 후타마타 잇세이（현소속：도쿄 배우 생활 협동조합） - 모리카와 토시유키 (현소속: 주식회사 악셀원 대표이사) - 야마노이 진（현소속：오사와 사무소） |

- 카지 유우키 (현소속: VIMS)
- 스즈무라 켄이치 (현소속: INENTION 대표)

### 여자
| 아~카 - 아라키 카에（현소속：81 프로듀스） - 아사노 마스미（현소속：아오니 프로덕션） - 이토 미키（현소속：오사와 사무소） - 우에다 카나（현소속：아임 엔터프라이즈） - 키쿠치 미호（현소속：리맥스） - 쿠라타 마사요（프리랜서） - 쿠와타니 나츠코（현소속：아임 엔터프라이즈） - 코시즈 마미（현소속：프로덕션 에이즈） - 코니시 히로코（현소속：LMA Records） - 코바야시 유미코（프리랜서） 사 - 사쿠마 레이（현소속：미디어르타 엔터테인먼트 윅크） - 시노하라 에미（현소속：81 프로듀스） - 시라토리 유리（현소속：81 프로듀스） 타 - 타카기 사나에（현소속：아오니 프로덕션） - 타카기 레이코（현소속：시그마 세븐） - 타카노 메구미（현소속：도쿄 배우 생활 협동조합） - 타무라 유카리（현소속：아임 엔터프라이즈） - 치바 치에코（현소속：오피스 노자와） | 나 - 나카지마 사키（현소속：도쿄 배우 생활 협동조합） - 네야 미치코（프리랜서） 하 - 하야시바라 메구미（현소속：우드파크 오피스） - 호리에 유이（현소속：VIMS） 마 - 마츠모토 사라（현소속：켄유 오피스） - 미츠아시 코토노（현소속：라졸리 에로） - 미나미 오미（현소속：오사와 사무소） - 미야무라 유코 - 미유키 사나에（현소속：81 프로듀스） 야~와 - 야마다 미호（현소속：크레이지 박스） - 유카나（옛이름：노가미 유카나, 현소속：시그마 세븐） - 요코야마 치사（현소속：밤비나） - 요시다 코나미（현소속：프로덕션・탁크） |